# 漢尼夫卡-維里夫斯卡
51°1′45″N 34°17′24″E / 51.02917°N 34.29000°E
漢尼夫卡-維里夫斯卡（烏克蘭語：Ганнівка-Вирівська）是位於烏克蘭東北部的村莊，由蘇梅州蘇梅區的比洛皮利亞市鎮負責管轄。該村距離科堅基和斯莫利亞尼基夫卡2公里，海拔高度155米，2001年人口680。